# Mória
Mória (grec moderne : η Μόρια, f. sg. ou τα Μόρια, n. pl.) est un village situé au sud-est de l’île de Lesbos. Selon le recensement de 2011, la population de Mória compte 1 164 habitants. Le village est construit à une altitude moyenne de 30 mètres, au pied de la colline d'Ágios Dimítrios (Άγιος Δημήτριος). Il est situé à 1 à 1,5 km de la mer (ormos Panagioúdas) et à 7,5 km, par la route, de la capitale de l'île, Mytilène. Sur le plan administratif, Moria fait actuellement partie d'une communauté municipale du même nom, dans l'unité municipale de Mytilène de la municipalité et de l'unité régionale de Lesbos, dans la région de la mer Égée du Nord.
De nos jours, le village est connu du public pour la présence sur son territoire du camp de Mória, le principal camp de migrants et de réfugiés sur l’île, ouvert en 2013.

## Archéologie
- Aqueduc romain de Mytilène